# Beskid Wierch
Beskid Wierch (ukr. Бескид Верхній, Beskyd Werchnij) – szczyt górski w Bieszczadach Wschodnich na granicy ukraińskich obwodów lwowskiego i zakarpackiego.
Położony jest w środkowej części pasma wododziałowego Bieszczadów Wschodnich, na odcinku, na którym jego grzbiet przebiega równoleżnikowo. Wznosi się na wysokość 965 m n.p.m. przy wybitności 74 m. Najbliższe szczyty to Korna po stronie zachodniej (880 m n.p.m., odległość 2,5 km) oraz Jawornik Wielki po stronie wschodniej (1120 m n.p.m., odległość 4 km). Zbocza północne obniżają się łagodnie, o ok. 145 m do górnego piętra doliny Stryja i położonej w niej wsi Werchniaczka (d. Wyżłów). Zbocza południowe szeregiem mniejszych dolin opadają ku dolinie Wyczy (przewyższenie ok. 400–430 m).
Ze szczytu rozpościera się panorama na Połoninę Borżawską (Temnatyk, Stoj, Wielki Wierch, Magura Żydowska, Kuk; na południu), Połoninę Równą (Równa, Hostra Hora; na zachodzie), Bieszczady Wschodnie z Beskidami Skolskimi (Pikuj, Walecznina, Berdo, Płaj, Staneszcza, Trościan; od północnego zachodu po wschód) oraz w oddali fragmenty pam Gorganów i Połoniny Czerwonej (południowy wschód).
Współcześnie przez Beskid Wierch nie prowadzi żaden szlak turystyczny. Najbliżej szczytu wiedzie znakowany na czerwono pieszy Zakarpacki Szlak Turystyczny, który biegnąc od północy, po minięciu Kornej schodzi do Wołowca i dalej w kierunku Połoniny Borżawskiej. W latach 30. XX wieku Beskid Wierch leżał na szlaku wschodniobeskidzkim wchodzącym w skład Głównego Szlaku Karpackiego PTT. 